# Yazid II
Yazid bin Abd al-Malik eller Yazid II (arabiska: يزيد بن عبد الملك), född 687, död 724, var en umayyadisk kalif som regerade år 720-724. 
Enligt den medeltida persiske historikern Muhammad ibn Jarir al-Tabari, kom han till makten i samband med Umar II:s bortgång den 10 februari år 720. Han är känd för sin förbindelse med Hababah. Yazid II dog i tuberkulos och efterträddes av sin bror Hisham.